# خوان غوزمان
خوان غوزمان هو لاعب كرة قاعدة دومينيكاني، ولد في 28 أكتوبر 1966 في سانتو دومينغو في جمهورية الدومينيكان.

## وصلات خارجية
- خوان غوزمان على موقع دوري كرة القاعدة الرئيسي (الإنجليزية)
- خوان غوزمان على موقعبيزبول رفرنس.كوم (الدوري الرئيسي) (الإنجليزية)
- خوان غوزمان على موقعبيزبول رفرنس.كوم (الدوري الثانوي) (الإنجليزية)
- خوان غوزمان على موقع إي إس بي إن.كوم (أم.أل.بي) (الإنجليزية)
- خوان غوزمان على موقع مشجعي الرسوم البيانية (الإنجليزية)